# Bratonci
Bratonci este o localitate din comuna Beltinci, Slovenia, cu o populație de 705 locuitori.